# La Concordia (Guerrero)
La Concordia es una localidad del estado mexicano de Guerrero. Es parte del municipio de Ñuu Savi.

## Demografía
| Gráfica de evolución demográfica |
|                                  |

| Censo | Población |
| ----- | --------- |
| 1900  | 397       |
| 1910  | 96        |
| 1921  | 481       |
| 1930  | 250       |
| 1940  | 370       |
| 1950  | 444       |
| 1960  | 690       |
| 1970  | 874       |
| 1980  | 839       |
| 1990  | 858       |
| 2000  | 927       |
| 2010  | 1 018     |
| 2020  | 1 125     |